# Volba pro město
Volba pro město (zkratka VPM) je česká liberální politická strana, sdružení usilující o rozvoj města. Působí převážně na Královéhradecku. Je zaměřena výhradně na komunální politiku. Předsedou strany je bývalý náměstek primátora Hradce Králové Josef Malíř.

## Historie
Strana byla založena v roce 1998. Jejím zakladatelem byl bývalý primátor Hradce Králové Martin Dvořák, který byl téhož roku zvolen jejím předsedou. Mezi její zakládající členy patří i její současný předseda Josef Malíř, který téhož roku vystoupil z ODA. Za VPM byl též zvolen do Zastupitelstva města Hradec Králové.
V komunálních volbách v roce 1998 získal Martin Dvořák nejvyšší počet preferenčních hlasů a VPM se stala se 22 % hlasů druhou nejsilnější stranou v Hradci Králové. Tento výsledek však nestačil k získání míst v městské radě a VPM tak skončila v opozici.
Od roku 2002 byla Volba pro město zastoupena ve vedení města Hradec Králové účastí v radě města a náměstkem primátora. V roce 2010 byl náměstkem hradeckého primátora jako nestraník za VPM prof. Mgr. Josef Krofta (zemřel 2015). Ve volbách 2014 obhajovala Volba pro město 4 mandáty, nezískala žádný.

## Volební výsledky

### Volby do zastupitelstev obcí
Volební výsledky z komunálních voleb do obecních zastupitelstev. Seznam zobrazuje výsledky dle volební strany.
| rok  | volby                             | hlasy (celkem) | hlasy (%) | zastupitelé (celkem) | zastupitelé (%) |
| ---- | --------------------------------- | -------------- | --------- | -------------------- | --------------- |
| 1998 | Volby do zastupitelstev obcí 1998 |                |           | 79                   | 0,13            |
| 2002 | Volby do zastupitelstev obcí 2002 | 625 007        | 0,19      | 119                  | 0,77            |
| 2006 | Volby do zastupitelstev obcí 2006 | 1 097 815      | 1,01      | 185                  | 0,30            |
| 2010 | Volby do zastupitelstev obcí 2010 | 736 387        | 0,82      | 153                  | 0,25            |
| 2014 | Volby do zastupitelstev obcí 2014 | 445 707        | 0,45      | 132                  | 0,21            |

### Krajské volby
V krajských volbách 2004 se VPM dostala do krajského zastupitelstva v koalici s Evropskými demokraty (ED) Stranou pro otevřenou společnost (SOS). Strana získala 7 108 hlasů (5,00 % a dva mandáty).
V krajských volbách 2012 se VPM dostala do krajského zastupitelstva v koalici s KDU-ČSL a HDK. Strana získala 19 721 hlasů (12,07 % a sedm mandátů).